# 니시다 토시유키
니시다 토시유키(일본어: 西田 敏行, 1947년 11월 4일~2024년 10월 17일)은 일본의 배우이자 가수, 사회자이다. 후쿠시마현 고리야마시 출신으로, 대표작으로는 영화 《낚시바보일지 시리즈》(1988년~2009년) 등이 있다. 일본 배우 협회 이사장을 맡았었다.

## 출연 작품

### 영화
- 1986년 《우에무라 나오키 이야기》
- 1988년 《둔황》
- 1988년 《낚시 바보 일지》
- 1992년 《동백꽃》
- 1992년 《천국의 대죄》
- 1993년 《학교》
- 1996년 《학교 II》
- 1996년 《무지개를 잡은 남자》
- 1997년 《무지개를 잡은 남자 난고쿠 분투 편》
- 2002년 《해는 다시 떠오른다》
- 2003년 《사라진 이틀》
- 2005년 《나흘의 기적》
- 2006년 《더 우쵸우텐 호텔》
- 2006년 《츠바키야마 과장의 7일간》
- 2007년 《자학의 시》
- 2007년 《게게게의 키타로》
- 2007년 《츠키가미~빙신》
- 2008년 《언덕을 넘어》
- 2008년 《음지와 양지에 핀다》
- 2008년 《더 매직 아워》
- 2009년 《아사히 야마 동물원 이야기 펭귄이 하늘을 날다》
- 2010년 《우주전함 야마토》 - 도쿠가와 히코자에몬 역
- 2011년 《별을 지키는 개》
- 2011년 《탐정은 바에 있다》
- 2011년 《하야부사/HAYABUSA》
- 2011년 《멋진 악몽》
- 2012년 《아웃 레이지 비욘드》
- 2012년 《황금을 안고 튀어라》
- 2012년 《오오쿠~영원히~[에몬노스케·츠나요시편]》
- 2013년 《북극 여우 이야기~내일로》
- 2013년 《기요스 회의》
- 2017년 《나미야 잡화점의 기적》- 나미아 유지 역
- 2017년 《아웃레이지 파이널》 - 니시노 부두목 역
- 2020년 《임협학원》 - 아키모토 시게사토 역
- 2020년 《신해석 삼국지》 - 소가 무네미쓰 역(이야기 꾼)
- 2021년 《생명의 정거장》 - 센가와 토루 역

### 드라마
- TV 아사히 《낚시 바보 일지 시리즈》(1988~2009년)
- 1981년 NHK <여자 태합기> 도요토미 히데요시 역
- 1990년 NHK <나는듯이> 사이고 키치노스케(사이고 타카모리) 역
- 1994년 TBS 《언제나 마음에 태양을》
- 1995년 NHK 《8대 쇼군 요시무네》 - 도쿠가와 요시무네 역
- 1997년 TBS 《료마가 간다》
- 2000년 NHK 《아오이 도쿠가와 삼대》 - 도쿠가와 히데타다 역
- 2002년 NHK 《오리가하루》
- 2003년 TV 도쿄 《빈손의 엄마》
- 2003년 후지 TV 《하얀 거탑》
- 2003년 NHK 《강, 언젠가 바다에 6개의 사랑 이야기》
- 2004년 NHK 《할아버지~손자와 보낸 여름》
- 2005년 TBS 《타이거 & 드래곤》
- 2005년 NHK 《할아버지~손자와 보낸 여름 2》
- 2005년 TBS 《TBS 개국 50주년 기념 기획 - 히로시마 쇼와 20년 8월 6일》
- 2006년 NTV 《임금님의 심장 - 리어왕》
- 2006년 NHK <공명의 갈림길> - 도쿠가와 이에야스 역
- 2007년 TV 아사히 《마구로》
- 2007년 TBS 《아사쿠사 후쿠마루 여관》
- 2007년 TBS 《화려한 일족》
- 2007년 《해바라기~나츠메 마사코 27년의 생애와 어머니의 사랑》
- 2008년 TBS 《그 전쟁은 무엇이었는가 미일 개전과 도조 히데키》
- 2009년 TBS 《여기는 카츠시카 구 카 메아리 공원 앞 파출소》
- 2009년 TBS 《아버지, 당신은 잘 난~1969년의 아버지와 나》
- 2009년~2011년 NHK 《언덕 위의 구름》
- 2010년 TV 도쿄 《슈샤인 보이》
- 2010년 후지 TV 《기묘한 이야기 20주년 스페셜·봄~인기 프로그램 경연 편~마루코와 만날 마을》
- 2010년 후지 TV 《후지 TV 개국 50주년 3밤 연속 스페셜 - 우리 집의 역사》
- 2010년 TBS 《자만 형사》
- 2011년 NHK 《TARO의 탑》
- 2011년 후지 TV 《BOSS 2nd 시즌》
- 2011년 TV 아사히 《최후의 만찬~형사·토노 일행과 일곱 명의 용의자》
- 2011년 후지 TV 《멋진 악몽 완전 무결 컨시어지》
- 2011년 NHK 《나비 부인~최후의 사무라이의 딸》
- 2012년 후지 TV 《고잉 마이 홈》
- 2012년 TBS 《악녀에 대해》
- 2013년 후지 TV 《여자 노부나가》- 오다 노부히데 역
- 2013년~2021년 TV 아사히 《닥터-X~외과의·다이몬 미치코~》(제1기~6기) - 히루마 시게카츠 역
- 2014년 후지 TV 《노부나가 콘체르토》 - 사이토 도산 역
- 2015년 TV 아사히 《아임 홈》 - 코즈쿠에 유키오 역
- 2015년 TV 아사히 《민왕》 - 시로야마 카즈히코 역
- 2016년 TBS 《가족의 형태》 - 나가사토 요조 역
- 2019년 TV 아사히 《싸인 - 법의학자 유즈키 타카시의 사건》[1] - 효도 쿠니아키 역
- 2021년 TBS 《우리 집 이야기》 - 미야마 주사부로 역

### 무대(연극)
- 1973년 《신들의 죽음》
- 1977년 《샤라쿠 고》
- 1978년 《세츄안의 선인》
- 1979년 《욕망이라는 이름의 전차》
- 1982년 《에도의 자식》
- 1985년 《야지키타》
- 1994년~2001년 《지붕 위의 바이올린》
- 1995년 《절실한 빨간 풍차 - 고바야시 잇사》
- 1999년 《리셋》

외

## 그외 출연

### 라디오
- 팩 인 뮤직 (TBS 라디오, 1978년~1982년)
- 더 버라이어티 니시다 토시유키 패러디 칼 나이트 (TBS 라디오, 1980년)
- 새로운 일요일 명작 자리 (NHK 라디오 제1, 2008년~)

### 성우(더빙)
- 《힘내라! 타부치 군!》(1979년)
- 《로봇쯔》(2005년)
- 《모모에게 보내는 편지》(2012년)

## 수상 경력
- 1977년: 제15회 골든 애로상 방송상 - 52주년 텔레비전 대상
- 1989년: 일본 아카데미상 - 최우수 남우주연상(돈황)
- 1993년: 닛간 스포츠 영화대상 - 남우주연상(학교)
- 1994년: 일본 아카데미상 - 최우수 남우주연상(학교)
- 2003년: 블루 리본상 - 남우주연상(게롯빠, 낚시 바보 일지 14)
- 2003년: 마이니치 영화 콩쿠르 - 남우주연상(게롯빠, 낚시 바보 일지 14)
- 2003년: 호치 영화상 남우주연상("게롯빠", "낚시 바보 일지 14)
- 2008년: 자수훈장
- 2010년: 일본 아카데미 회장 - 공로상("낚시 바보 일지" 시리즈)
- 2011년: 제24회 닛칸 스포츠 영화대상 - 남우조연상(멋진 악몽, 하야부사/HAYABUSA, 탐정은 BAR에 있다)
- 2012년: 희극인 대상 - 대상
- 2012년: 제3회 일본 극장 직원 영화제 - 남우조연상(멋진 악몽)
- 2012년: 제21회 일본 영화 비평가 대상 - 심사위원 특별 연기상(별 지키는 개)